# NGC 2761
NGC 2761 je galaksija u zviježđu Raku.

## Vanjske poveznice
- SEDS: NGC 2761